# Estadio Cementos Progreso
Das Estadio Cementos Progreso ist ein multifunktionelles Stadion in Guatemala-Stadt. Es ist auch bekannt als Estadio La Pedrera. Es wurde 1991 eröffnet und ist nach Cementos Progreso, einem lokalen Zementhersteller, benannt.
Seit der Eröffnung 1991 wird das Stadion meistens für Fußballspiele verwendet und beheimatete seitdem internationale Heimspiele der Fußballnationalmannschaft und des bekanntesten Vereins des Landes, dem CSD Comunicaciones. Es hat eine Kapazität von 17.022 Plätzen, womit es nach dem Estadio Doroteo Guamuch Flores das zweitgrößte Stadion in Guatemala ist.
Original bestand die Oberfläche aus Naturrasen, bis 2010 Kunstrasen verlegt wurde, der von einer Tartanbahn umgeben ist und der erste des Landes ist, der zu den Regularien der IAAF passt.